# Methanolobus
Methanolobus ist eine Gattung methanogener Archaeen innerhalb der Familie Methanosarcinaceae.
Die Mitglieder der Gattung sind gramnegativ, strikt anaerob und leben ausschließlich von der Produktion von Methan. Sie verstoffwechseln dazu Verbindungen mit einer Methylgruppe, können also kein Acetat, Formiat oder Kohlendioxid mit Wasserstoff verwenden.
Die Zellen haben eine unregelmäßige kokkoide (m. o. w. kugelförmige) Form und einen Durchmesser von etwa 1 μm.
Sie bilden keine Endosporen.
Einige Vertreter sind vermöge eines einzelnen Geißelchen motil (beweglich).
Man findet sie typischerweise in sauerstoffarmen See- und Meeressedimenten.

## Etymologie
Das Präfix des Gattungsnamens leitet sich ab von neulateinisch methanum ‚Methan‘ bzw. methano, deutsch ‚Methan betreffend‘, englisch pertaining to methane und lat. lobus ‚Lappen‘, ‚Ball‘. Methanolobus meint also einen Methan(-produzierende) Balle oder Lappen (en. methane (-producing) lobe).

## Systematik
Die folgende Liste beruht in erster Linie auf den Informationen in der Genome Taxonomy Database (GTDB) – ausgenommen mit ‚¬G‘ („nicht GTDB“) gekennzeichnete Einträge.
Informationen aus der List of Prokaryotic names with Standing in Nomenclature (LPSN) sind mit ‚L‘, solche aus der Taxonomie des National Center for Biotechnology Information (NCBI) mit ‚N‘ gekennzeichnet und ‚C‘ steht für den Catalogue of Life (CoL).
Gattung Methanolobus König & Stetter 1983 (L) mit Schreibvariante Konig & Stetter 1983 (N)
- Spezies Methanolobus bombayensis Kadam et al. 1994 (L,N,C)
- Spezies Methanolobus chelungpuianus Wu & Lai 2015 (¬G,L,N), inklusive Methanolobus sp. St545Mb (N)
- Spezies Methanolobus halotolerans (Shen et al. 2020 (¬G,L,N), syn. Methanolobus sp004745425 (G), inkl. Methanolobus sp. SY-01 (N)
- Spezies Methanolobus oregonensis (Liu et al. 1990) Boone 2002 (¬G,L,N,C),[7][A 1] früher Methanohalophilus oregonensis corrig. Liu et al. 1990, Methanihalophilus oregonense, äquivalent: Methanihalophilus oregonensis
- Spezies Methanolobus profundi Mochimaru et al. 2009 (L,N), inkl. Methanolobus sp. MobM (N)
- Spezies Methanolobus psychrophilus Zhang et al. 2008 (L:‚not validly published‘,N)[8][A 2]
- Spezies Methanolobus psychrotolerans Chen et al. 2018 (L,N), inkl. Methanolobus sp. YSF-03 (N)
- Spezies Methanolobus taylorii Oremland & Boone 1994 (¬G,L,N,C)
- Spezies Methanolobus tindarius König & Stetter 1983 (L,C)[9][10][11] mit Schreibvariante Konig & Stetter 1983 (N) - Typus (L)
- Spezies Methanolobus vulcani Stetter et al. 1989 emend. Kadam & Boone 1995 (L,N)[12][13][14][A 3] bzw. Stetter et al. 1989 (C)
- Spezies Methanolobus vulcani_A mit Methanolobus vulcani strain B1d (GTDB:abgetrennt in eigene Spezies;N:Stamm)[15]
- Spezies Methanolobus zinderi Doerfert et al. 2009 (L,N), inkl. Methanolobus sp. SD1 (N), nach (G), inkl. Methanolobus sp. T82-4
- Spezies Methanolobus sp002501695 syn. Methanolobus sp. UBA474 (N)
- Spezies Methanolobus sp002507205 syn. Methanolobus sp. UBA32 (N)
- Spezies Methanolobus sp002508635 syn. Methanolobus sp. UBA118 (N)
- Spezies Methanolobus sp003565715 mit Methanosarcinaceae archaeon isolate CSSed10_236 (N:Stamm),[16][A 4]
- Spezies Methanolobus sp016278365 mit Methanolobus sp. isolate Soudan_28 (N:Stamm),[17][A 5]
- Spezies Methanolobus sp016278385 mit Methanolobus sp. isolate Soudan_27 (N:Stamm),[18][A 5]
- Spezies Methanolobus sp016932675 mit Methanosarcinaceae archaeon isolate Zod_Metabat.1106 (N:Stamm),[19][A 6]
- Spezies Methanolobus sp. 17PMc2 (¬G,N)
- Spezies Methanolobus sp. AME1 (¬G,N)
- Spezies Methanolobus sp. AME4 (¬G,N)
- Spezies Methanolobus sp. HigM (¬G,N)
- Spezies Methanolobus sp. M23 (¬G,N)
- Spezies Methanolobus sp. enrichment culture clone 02-30 (¬G,N)
- Spezies Methanolobus sp. enrichment culture clone 02-33 (¬G,N)
- Spezies Methanolobus sp. enrichment culture clone 02-42 (¬G,N)
- Spezies Methanolobus sp. enrichment culture clone A3-21 (¬G,N)
- Spezies Methanolobus sp. enrichment culture clone A3-42 (¬G,N)
- Spezies Methanolobus sp. enrichment culture clone CIBANICRA-13 (¬G,N)
- Spezies Methanolobus sp. enrichment culture clone CIBANICRA-14 (¬G,N)

In der LPSN gelistete Vertreter sind, wo nicht anders angegeben, gültig veröffentlicht. Für in der GTDB gelistete Vertreter müssen DNA-Sequenzen ausreichend hoher Qualität vorliegen. In der GTDB geführte Einträge ohne Veröffentlichung stammen daher üblicherweise aus der Metagenomik.
Verschiebungen:
- Spezies Methanolobus siciliae Stetter & König 1989 ⇒ Methanosarcina siciliae (Stetter & König 1989) Ni et al. 1994 (L,C)

### Journale
- Erik Springer, Matthew S. Sachs, Carl R. Woese, David R. Boone: Partial gene sequences for the A subunit of methyl-coenzyme M reductase (mcrI) as a phylogenetic tool for the family Methanosarcinaceae. In: Int. J. Syst. Bacteriol. 45. Jahrgang, Nr. 3, 1. Juli 1995, S. 554–559, doi:10.1099/00207713-45-3-554, PMID 8590683 (microbiologyresearch.org).
- Kevin R. Sowers, John L. Johnson, James G. Ferry: Phylogenic relationships among the methylotrophic methane-producing bacteria and emendation of the family Methanosarcinaceae. In: Int. J. Syst. Bacteriol. 34. Jahrgang, Nr. 4, 1. Oktober 1984, S. 444–450, doi:10.1099/00207713-34-4-444 (microbiologyresearch.org).
- Helmut König, Karl O.Stetter: Isolation and characterization of Methanolobus tindarius, sp. nov., a coccoid methanogen growing only on methanol and methylamines. In: Zentralblatt für Bakteriologie Mikrobiologie und Hygiene Hygiene: I. Abt. Originale C: Allgemeine, angewandte und ökologische Mikrobiologie. 3. Jahrgang, Nr. 4, November 1982, S. 478–490 (sciencedirect.com).
- William E. Balch, George, Linda J. Magrum, Carl R. Woese, Ralph S. Wolfe: Methanogens: reevaluation of a unique biological group. In: Microbiol. Rev. 43. Jahrgang, Nr. 2, 1. Juni 1979, S. 260–296, doi:10.1128/MMBR.43.2.260-296.1979, PMID 390357, PMC 281474 (freier Volltext) – (asm.org).

### Journal-Datenbanken
- PubMed references for Methanolobus
- PubMed Central references for Methanolobus
- Google Scholar references for Methanolobus